# فیلیپو کریستانته
فیلیپو کریستانته (انگلیسی: Filippo Cristante؛ زادهٔ ۲۰ آوریل ۱۹۷۷) بازیکن فوتبال اهل ایتالیا است.
از باشگاه‌هایی که در آن بازی کرده‌است می‌توان به باشگاه فوتبال کوزنتسا کالچو، باشگاه فوتبال مسینا، باشگاه فوتبال آنکونا، باشگاه فوتبال پیاچنزا، و باشگاه فوتبال پادوا اشاره کرد.